# Wacław Lachert

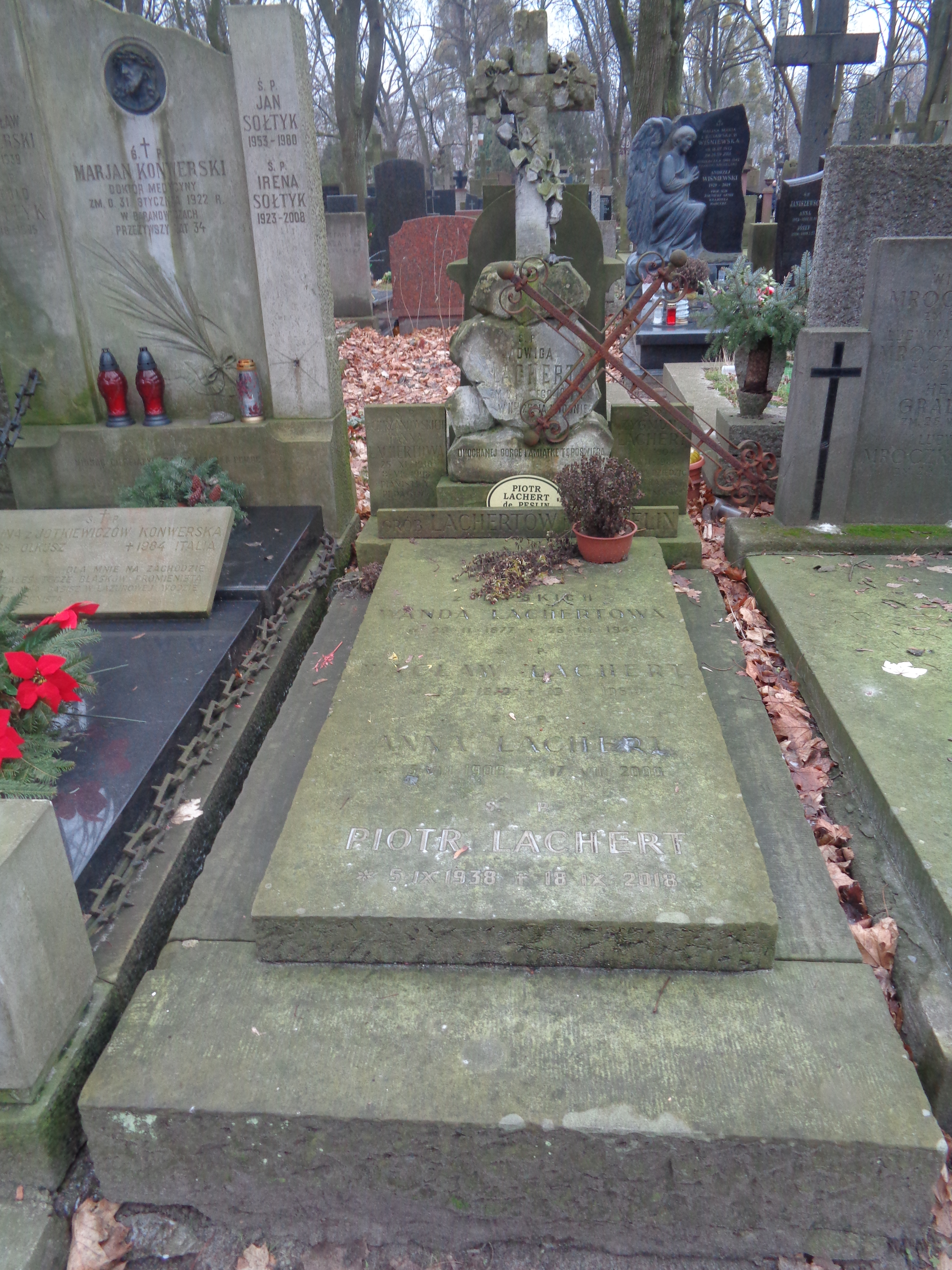
Grób Wacława Lacherta na cmentarzu Powązkowskim w Warszawie

Wacław Wiktor Lachert (ur. 2 lutego 1872 w Ostrogu, zm. 19 października 1951 w Warszawie) – polski przedsiębiorca, działacz społeczny i filantrop.

## Życiorys
Urodził się w rodzinie Wiktora Lacherta de Peselin, rejenta, i Józefy z Wróblewskich h. Ślepowron. Z uwagi na wczesną śmierć ojca od dzieciństwa podejmował prace zarobkowe, by pomóc w utrzymaniu domu. Po przeprowadzce do Warszawy ukończył IV Gimnazjum Męskie, a następnie Szkołę Handlową im. Leopolda Kronenberga. Po odbyciu studiów pracował jako pomocnik kierownika w warszawskim przedstawicielstwie moskiewskiej fabryki tekstylnej braci Prochorowów, skąd został przeniesiony do centrali w Moskwie. Kontynuował pracę w spółce Prochorowów, w której został dyrektorem generalnym, a następnie prezesem zarządu. W tym czasie bardzo powiększył swój majątek, został m.in. współwłaścicielem obszaru w pobliżu Morza Kaspijskiego, na którym znajdowały się złoża ropy naftowej. Nabył też 50 tysięcy hektarów na wschodzie Rosji. Pracę w przedsiębiorstwie Prochorowów zakończył w 1916. Po zakończeniu pracy w spółce zaangażował się w działalność społeczną. Przekazał środki finansowe dla dzieci polskich z Krymu. Został prezesem Patronatu Skautowskiego i Towarzystwa Gimnastycznego Sokół, a po rewolucji lutowej kierował Polskim Komitetem Pomocy Jeńcom Wojennym. W 1918, w związku z panującą w Rosji rewolucją, razem z rodziną w tajemnicy opuścił Moskwę i udał się do Polski, do swojego (kupionego w 1910) majątku Ciechanki na Lubelszczyźnie.
W niepodległej Polsce, w latach 1918–1921 był naczelnym dyrektorem Państwowego Urzędu Zakupu Artykułów Pierwszej Potrzeby, w latach 1922–1923 założył Towarzystwo Eksploatacji Soli Potasowych w Warszawie, w latach 1923–1924 będąc prezesem zarządu spółki akcyjnej odbudował cukrownię Guzów pod Warszawą, jako sędzia handlowy sprawował nadzór nad działalnością warszawskiej firmy „Bracia Jabłkowscy”, w latach 1925–1926 był w zarządzie Zakładów Przemysłowych K. Machlejd S. A. w Warszawie. W latach 1926–1930 przebywał w swoim majątku w Ciechankach. Był inicjatorem budowy pierwszej szkoły w Ciechankach w roku 1926 i budowy szkoły w Ostrówku, w 1928 założył Kółko Rolnicze i został jego prezesem. W 1930 przyjął propozycję wicepremiera Eugeniusza Kwiatkowskiego, by objąć stanowisko naczelnego dyrektora i prezesa zarządu Zjednoczonych Zakładów K. Scheibler i K. Grohmann w Łodzi. Następnie w latach 1933–1934 organizował kartel włókienniczo-przędzalniczy w Łodzi. Od 1935 był komisarzem rządu w Zakładach Żyrardowskich Hiellego i Dittricha w Warszawie. W 1937 utworzył Zjednoczenie Eksportowe Producentów Wyrobów Lniarskich.
W czasie II wojny światowej przejął obowiązki po gen. Aleksandrze Osińskim i od 6 września 1939 pełnił obowiązki prezesa Zarządu Głównego Polskiego Czerwonego Krzyża, a od października 1939 funkcję prezesa, którą sprawował do 25 kwietnia 1945.
Po wojnie, w 1945 pełnił funkcję dyrektora Centrali Tekstylnej w Łodzi, w latach 1946–1947 był rzeczoznawcą do spraw włókienniczych w Okręgowym Urzędzie Likwidacyjnym w Szczecinie.
9 września 1899 poślubił Wandę z Lipskich h. Grabie, z którą miał pięcioro dzieci: Bohdana, Marię (ur. 1901), Zygmunta (1904–1988), Czesława (ur. 1906) i Annę (1908–2000). 
Zmarł w Warszawie, pochowany na cmentarzu Powązkowskim (kwatera 214-1-8).
Opis zmieniającej się sytuacji majątkowej Wacława Lacherta pojawił się m.in. we wspomnieniach spisanych przez jego syna, Zygmunta: Przed pierwszą wojną Ojciec mój był milionerem. Stracił wszystko w Rosji. Zostały tylko Ciechanki. Pracą swoją stanął znów na nogi i w okresie międzywojennym był bogatym człowiekiem. [...] Druga wojna zrujnowała nas doszczętnie. Rodzice mieszkali jakiś czas [...] w Szczecinie. Ojciec uratował kilka krów, od których sprzedawał mleko i z tego żyli. Po śmierci Wacława Lacherta rodzina przekazała jego dwór literatom. Potem w majątku zorganizowano Państwowy Ośrodek Maszynowy, co przyczyniło się do degradacji dworu i jego otoczenia.